# Золотая Липа
Золота́я Ли́па (укр. Золота Липа) — река в восточной части Львовской области, западной части Тернопольской области, и, небольшим участком у устья, в Ивано-Франковской области Украины. Левый приток Днестра. Длина реки — 126 км, площадь бассейна — 1310 км², уклон реки 1,4 м/км.
Начинается возле Золочева. В северной части города Бережаны образует большой пруд — Бережанский Став. Впадает в Днестр возле Бобровников.